# Agrias itaituba
Agrias itaituba är en fjärilsart som beskrevs av Le Moult 1925. Agrias itaituba ingår i släktet Agrias och familjen praktfjärilar. Inga underarter finns listade i Catalogue of Life.